# Lambert Escaler
Lambert Escaler i Milà (Villafranca del Panadés, Barcelona, 1874 - Barcelona, 1957) fue un dramaturgo español, autor de diferentes comedias, sainetes y vodeviles, pero también fue un artista polifacético, fundamentalmente escultor y decorador.
Es autor de varios conjuntos escultóricos aplicados a edificios, de terracotas policromadas para aplicar sobre muebles, de figuras de cabezudos y gigantes, de dioramas y belenes. En pleno estallido modernista, sus terracotas representando bustos femeninos, con influencias simbolistas y del Art Nouveau, disfrutaron de un gran reconocimiento y éxito comercial. Parte de su éxito se debía a que sus obras de arcilla, eran producidas en serie y se vendían por catálogo, a un precio mucho más asequible que el de esculturas de mármol o bronce. Una de estas obras, Invierno, se puede ver en la colección de arte moderno del Museo Nacional de Arte de Cataluña, y muchas otras, como Maleína, Floralia o Las Tres Gracias, en el Museo del Modernismo Catalán (Barcelona).

## Terracotas modernistas (1900-1910)
Este es el período más prolífico de su producción escultórica. En estos años, Lambert Escaler empieza a hacer un nuevo tipo de pequeñas terracotas de carácter ornamental pero a la vez utilitario, con una influencia clara en el tema de la naturaleza y de la figura de la mujer. Estas son sus mejores obras, las más famosas y aquellas que lo colocan dentro del panorama artístico de su tiempo con una personalidad singular. El éxito de este período, es debido principalmente a la visión comercial del artista. Con el triunfo del Art Nouveau en la exposición universal de París (1900), Escaler se dio cuenta de la falta de producción de baratijas en este nuevo estilo y por lo tanto, decidió especializarse en este tipos de piezas y convertirse en un pionero tanto en el ámbito catalán como español. Con una visión comercial que le venía de familia, trabajó para las principales empresas especializadas de Barcelona y colocó sus terracotas en las principales tiendas minoristas (Faianç Català, Casa Boada...). Todo ello contribuyó a que todo tipo de público adquiriera masivamente sus obras, popularizando de este modo el Modernismo.
El éxito comercial de Lambert Escaler es debido en parte al modelo de producción y al material elegido. Su trabajo realizado en serie en terracota a partir de moldes de yeso, le permitió producir una gran cantidad de obras de notable calidad artística a precios asequibles. El rasgo distintivo que lo hacía original era la policromía individualizada de cada una de las obras sin volverlas a cocer, un procedimiento que les daba un aspecto más artesanal, y que adaptaron otros artistas como Pablo Gargallo o Dionisio Renart. En este sentido es considerado un verdadero maestro en el uso del color   y el verdadero creador, así como el principal especialista en el uso de esta innovadora policromía pintada en la obra directamente, sin esmaltes. Como se mencionó anteriormente, las obras eran producidas en serie pero cada pieza recibía un tratamiento individualizado, explicando el excelente acabado de sus terracotas. Este proceso recuerda el espíritu del movimiento de las Arts and Crafts de William Morris por esta sabia combinación de modernidad bajo un rostro de tradición, arte y manualidades en los objetos de uso diario, viviendo rodeados de cosas bellas y elevando el artefacto a la categoría de arte.

## Obra dramática
- Els últims Rovellats, estrenada en el Teatro Romea (Barcelona), el 26 de diciembre de 1917.
- Dit i fet, estrenada en el Teatro Romea, el 1 de marzo de 1918.
- Homenots, estrenada en el Teatro Romea, el 19 de octubre de 1918.
- Pessigolles, estrenada en el Teatro Romea, el 16 de enero de 1920.
- Ninotets, estrenada en el Teatro Romea, el 21 de mayo de 1921.
- Els quatre amics d'en Rodó, comedia, estrenada en el Teatro Romea, el 29 de enero de 1924.

## Obra artística
- Decoración escultórica de la Antigua Casa Figueras (1902)
- Terracota El Beso Perdido (1902) (Ubicación: Ayuntamiento de Castelldefels)
- Terracota Al·legoria de Catalunya (Museo del Modernismo Catalán)
- Terracota Maleína (1902) (Museo del Modernismo Catalán)
- Terracota Floralia (1902) (Museo del Modernismo Catalán)
- Terracota Las Tres Gracias (1906) (Museo del Modernismo Catalán)
- Terracota La Música (1906) (Museo del Modernismo Catalán)
- Decoración escultórica del Cinema Poliorama (1906)
- Decoración escultórica de los Almacenes Damians (1915)